# Porto Empedocle
Porto Empedocle ('A Marina in siciliano) è un comune italiano di 15 505 abitanti del libero consorzio comunale di Agrigento in Sicilia.
È in relazione di intensa interazione socio-economico e storico-culturale con il capoluogo Agrigento, da cui ha ottenuto l'autonomia nel 1853. Questa secolare unione è testimoniata, ad esempio, dall'uso della medesima 'variante' del dialetto agrigentino e dalla venerazione degli stessi santi patroni, San Gerlando e San Calogero.

## Geografia fisica

### Clima
Porto Empedocle è il secondo comune con il più basso valore di gradi giorno in Italia, immediatamente dopo il Comune di Lampedusa e Linosa.
Appartiene alla Zona climatica A della classificazione climatica dei comuni italiani.

## Storia

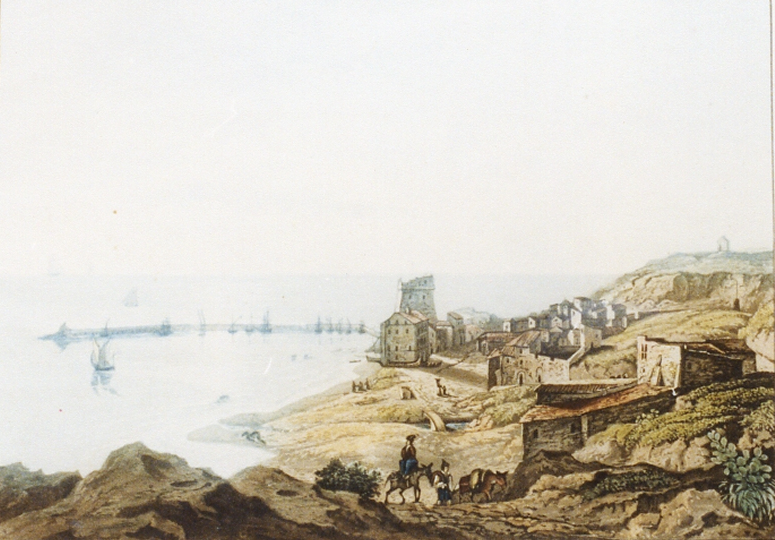
Porto Empedocle in un'antica incisione

Nata come zona portuale e frazione dell'antica Girgenti, oggi Agrigento, con il nome di Marina di Girgenti, dal XV secolo era il luogo di commercio dei cereali di tutta la zona. Tra il 1549 e 1554 per ordine del viceré Juan de Vega fu restaurata la Torre del caricatore di Girgenti, com'era nota nell'antichità (probabilmente già esistente prima del periodo angioino). Essa faceva parte del sistema di avviso delle Torri costiere della Sicilia, costruite su indicazione dell'architetto fiorentino Camillo Camilliani con lo scopo di difendere le attività commerciali dagli attacchi dei pirati saraceni.
Vista la sua importanza fu sempre oggetto di restauri significativi, il più importante fu forse quello promosso dall'imperatore Carlo V, per cui la torre è più nota localmente come Torre Carlo V.
Nel 1749 fu iniziata la costruzione del primo molo, grazie a Carlo III e all'intervento del vescovo Lorenzo Gioeni, completata solamente nel 1763. Nel 1853, durante il governo dei Borbone delle Due Sicilie, il borgo ottenne l'autonomia divenendo capoluogo di decurionato come Molo di Girgenti. Successivamente, nel 1863, il paese cambiò nome in Porto Empedocle per ricordare il celebre filosofo agrigentino Empedocle.
Nella seconda metà degli anni '80 la località è stata protagonista della serrata guerra di mafia tra Cosa Nostra e la nascente Stidda locale, contrassegnata dalle cosiddette "stragi di Porto Empedocle": la prima grande strage fu attuata nella sera del 21 settembre 1986 addirittura provocando un black out in città.
Nel 2003 il comune ha deciso di adottare Vigata come secondo nome della località, in omaggio al paese immaginario del personaggio letterario creato dallo scrittore locale Andrea Camilleri (suo illustre cittadino), Salvo Montalbano, cui nel 2009 è stata dedicata una statua in via Roma. La decisione sulla denominazione è stata però revocata nel 2009. Il 12 dicembre dello stesso anno, con Decreto del Presidente della Repubblica, è stato conferito a Porto Empedocle il titolo di Città. Oggi Porto Empedocle costituisce una delle più importanti realtà economiche della provincia di Agrigento. Il suo porto assicura il collegamento con le Isole Pelagie.

### Simboli
Lo stemma di Porto Empedocle è stato concesso, insieme al gonfalone municipale, con decreto del presidente della Repubblica del 31 agosto 1951.
Il gonfalone è costituito da un drappo di azzurro.

## Monumenti e luoghi d'interesse
- Chiesa Madre
- Torre del caricatore di Girgenti, nota anche come "Torre di Carlo V"
- Palazzo di Città
- Auditorium San Gerlando
- Palazzo Montagna (resti)
- Chiesa Madonna del Carmelo
- Chiesa Santa Croce
- Teatro Empedocle
- Palazzo della Guardia Costiera
- Palazzo delle Dogane
- Monumento ai caduti delle guerre mondiali
- Monumento ai caduti del mare
- Stazione-Museo di via Lincoln
- Monumento a Luigi Pirandello
- Busto del filosofo Empedocle
- Statua del commissario Montalbano

## Società

### Evoluzione demografica
Abitanti censiti

### Tradizioni e folclore
Festa della Madonna del Carmine
Dal 1863 si celebra la Festa della Madonna del Carmine; essa è la più antica manifestazione del paese. L'evento ha la durata di tre giorni: il venerdì, il sabato e domenica successivi al 16 luglio.
Festa del mare
Dal 1955, alla festa della Madonna del Carmine è abbinata una festa del mare, che comprende la varchiata a mari,  ossia un'animata processione a mare al seguito dell'imbarcazione recante la sacra effigie della Madonna del Carmine; il percorso è illuminato da fiaccole multicolori e dal suono delle sirene delle navi. La festa comprende anche i tradizionali giochi a mari (giochi a mare), tra cui l'antenna a mari (in cui si deve afferrare una bandiera fissata all'estremità di un'asta insaponata e fissata sulla poppa di un peschereccio) e la Padellata, ossia la frittura di pesci poi distribuiti gratuitamente alla popolazione. Al termine della festa la folla rientra insieme all'effigie sacra nella Chiesa Madre.
Festa di San Calogero
I festeggiamenti in onore del Santo nero hanno inizio il giovedì che precede la prima domenica di settembre, quando in solenne processione il simulacro ottocentesco del santo lascia la cappella della casa dei portuali, dove è abitualmente custodito e venerato, per esser condotto in Chiesa Madre.

## Economia
Il territorio del comune è compreso nella zona di produzione del Pistacchio di Raffadali D.O.P..

## Infrastrutture e trasporti

### Strade
Porto Empedocle è interessata dalle due arterie stradali:
- Strada Statale 115: è la più lunga strada statale dell'isola che unisce le città di Trapani e Siracusa. Porto Empedocle è situata a circa metà strada tra le due estremità.
- Strada statale 640 Strada degli Scrittori: lunga circa 70 km, la strada ha origine proprio a Porto Empedocle e attraversa le due province di Agrigento e Caltanissetta, attraversando i grossi centri abitati di Favara, Canicattì e San Cataldo con fine corsa allo sbocco dell'Autostrada A19.

### Ferrovie
Porto Empedocle è stata, a partire dalla metà dell'Ottocento, punto d'approdo per il traffico ferroviario proveniente dall'entroterra siciliano. Al porto, in particolare, giungevano grandi carichi di zolfo e sale. Proprio per il trasporto dello zolfo proveniente dalla vicina Solfara Lucia fu attiva, fra il 1894 e il 1920 la tranvia Porto Empedocle-Lucia, una linea a scartamento ridotto con trazione a vapore della lunghezza di 15 km. Nel Novecento fu la Montecatini a movimentare il traffico merci tra il porto ed il resto della provincia.
Lo scalo principale della città è la stazione di Porto Empedocle centrale, capolinea fino al 1978 della linea a scartamento ridotto Porto Empedocle - Castelvetrano; dopo la soppressione della linea proveniente da Castelvetrano, la stazione è rimasta capolinea delle ferrovie a scartamento normale Palermo-Agrigento e Caltanissetta-Agrigento; il servizio passeggeri tra le stazioni di Porto Empedocle e Agrigento Centrale cessò nel 1976. La città aveva altre tre stazioni ferroviarie oltre a quella principale: la Stazione di Porto Empedocle Succursale, in prossimità del porto, la Stazione di Porto Empedocle Cannelle a pochi metri dalla torre Carlo V e "Punta Piccola", nell'omonima località.
Con la chiusura della linea a scartamento ridotto per Castelvetrano, il traffico ferroviario è limitato ai soli treni speciali organizzati dall'associazione "Ferrovie Kaos" che ha in custodia una parte dell'area ferroviaria empedoclina. Ferrovie Kaos in collaborazione con Trenitalia e con la Regione Siciliana, ha istituito degli speciali convogli, (Akragas Express) tra Porto Empedocle - Agrigento Centrale e tra Porto Empedocle e Canicattì nei mesi estivi e durante la sagra del mandorlo in fiore, che ha sede nel capoluogo.
Nel 2014 il parco ferroviario di Porto Empedocle è stato vincolato dalla Soprintendenza ai Beni Culturali di Agrigento, per le numerose testimonianze di archeologia industriale ancora presenti e perfettamente conservate. Nel gennaio 2015 anche il Ministero ai Beni Culturali ha premiato con una menzione speciale l'ente gestore per il recupero posto in essere. Oggi la tratta ferroviaria Agrigento Bassa - Porto Empedocle è gestita da Rete Ferroviaria Italiana e Fondazione FS Italiane.
Il 12 marzo 2016 è stata riaperta all'esercizio, dopo 38 anni, la Stazione di Porto Empedocle Succursale ubicata in via Platone, in pieno centro cittadino, che diventa così il capolinea della ferrovia turistica dei templi, gestita da Fondazione FS Italiane.

## Amministrazione
| Periodo | Periodo | Primo cittadino          | Partito | Carica  | Note |
| ------- | ------- | ------------------------ | ------- | ------- | ---- |
| 1946    | 1952    | Alfonso Inclima          | DC      | Sindaco |      |
| 1952    | 1969    | Giuseppe Sinesio         | DC      | Sindaco |      |
| 1969    | 1975    | Carmelo De Leo           | MSI     | Sindaco |      |
| 1975    | 1980    | Salvatore Sciangula      | DC      | Sindaco |      |
| 1980    | 1983    | Giuseppe Caruana         | DC      | Sindaco |      |
| 1983    | 1985    | Domenico Ferrara         | DC      | Sindaco |      |
| 1985    | 1989    | Giuseppe Sinesio         | DC      | Sindaco |      |
| 1989    | 1990    | Calogero Gucciardo       | DC      | Sindaco |      |
| 1990    | 1992    | Giuseppe Di Betta        | DC      | Sindaco |      |
| 1992    | 1993    | Antonio Giuseppe Sinesio | DC      | Sindaco |      |

Di seguito l'elenco dei sindaci eletti direttamente dai cittadini (dal 1993):
| Periodo           | Periodo           | Primo cittadino     | Partito      | Carica      | Note |
| ----------------- | ----------------- | ------------------- | ------------ | ----------- | ---- |
| 5 dicembre 1993   | 31 ottobre 1995   | Carmelo Gibilaro    | lista civica | Sindaco     |      |
| 1º luglio 1996    | 13 agosto 2001    | Orazio Guarraci     | L'Ulivo      | Sindaco     |      |
| 13 agosto 2001    | 26 novembre 2001  | Benedetto Timineri  |              | Commissario |      |
| 26 novembre 2001  | 13 giugno 2006    | Paolo Ferrara       | DE           | Sindaco     |      |
| 13 giugno 2006    | 30 aprile 2015    | Lillo Firetto       | UdC          | Sindaco     |      |
| 30 aprile 2015    | 24 settembre 2015 | Antonina Bonsignore |              | Commissario |      |
| 24 settembre 2015 | 21 giugno 2016    | Margherita Rizza    |              | Commissario |      |
| 21 giugno 2016    | 26 ottobre 2021   | Ida Carmina         | M5S          | Sindaco     |      |
| 26 ottobre 2021   | In carica         | Calogero Martello   | FI           | Sindaco     |      |

### Altre informazioni amministrative
Il comune di Porto Empedocle fa parte delle seguenti organizzazioni sovracomunali: regione agraria n.5 (Colline litoranee di Agrigento).

## Sport
A livello sportivo vanno ricordate per il calcio l'U.S. Empedoclina 1933, oggi militante in Prima categoria, ma per molti anni presente nel massimo livello calcistico regionale con i migliori piazzamenti durante gli anni settanta in Promozione; per il basket la Polisportiva Juventus Porto Empedocle, presente nei campionati nazionali negli anni novanta e infine per la pallavolo l'Empedocle volley. 
Nel 2009 l'Under 21 del Basket Empedocle si laureò Campione d'Italia, conquistando lo scudetto per la prima volta nella sua storia.

## Galleria d'immagini

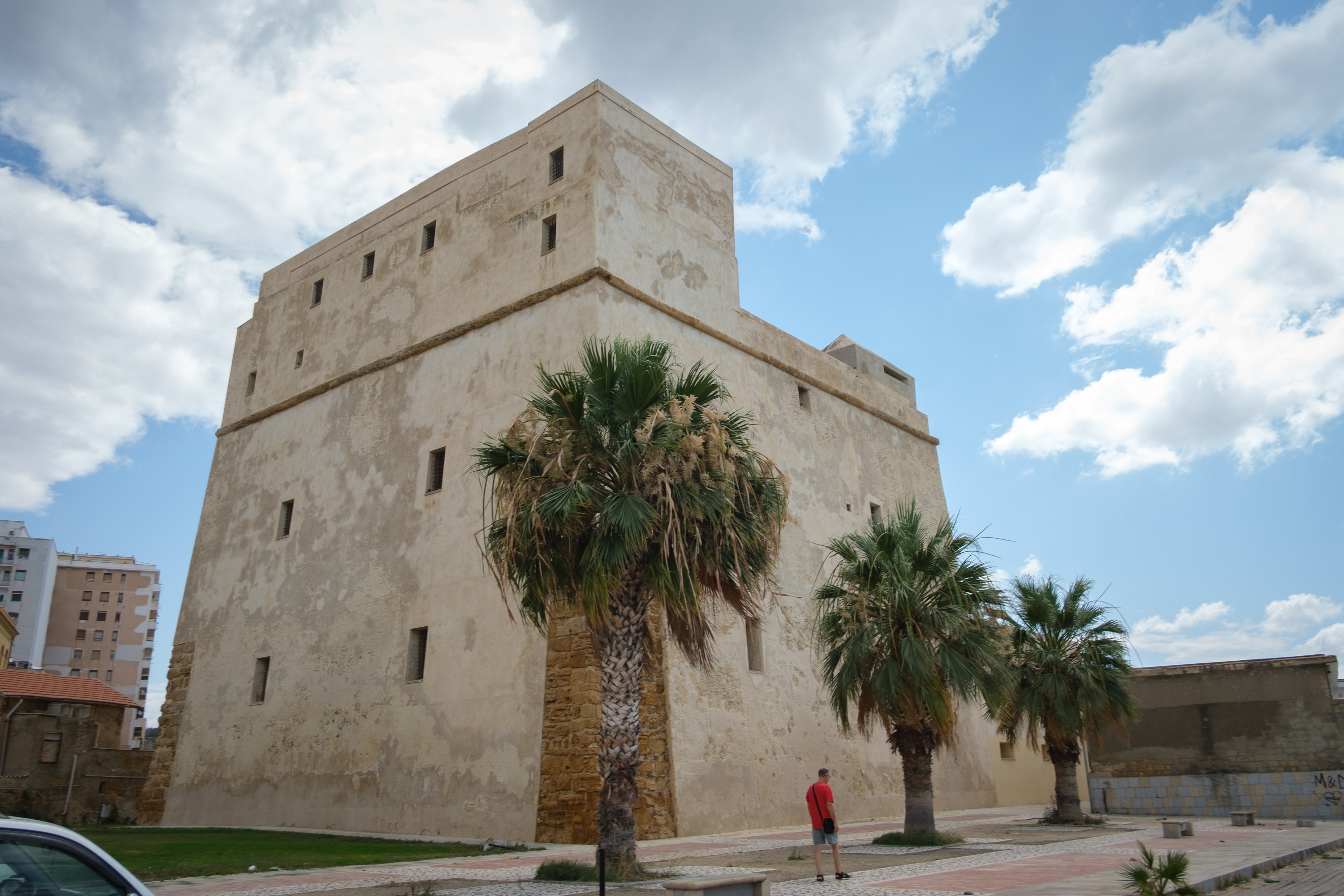
Torre di Carlo V
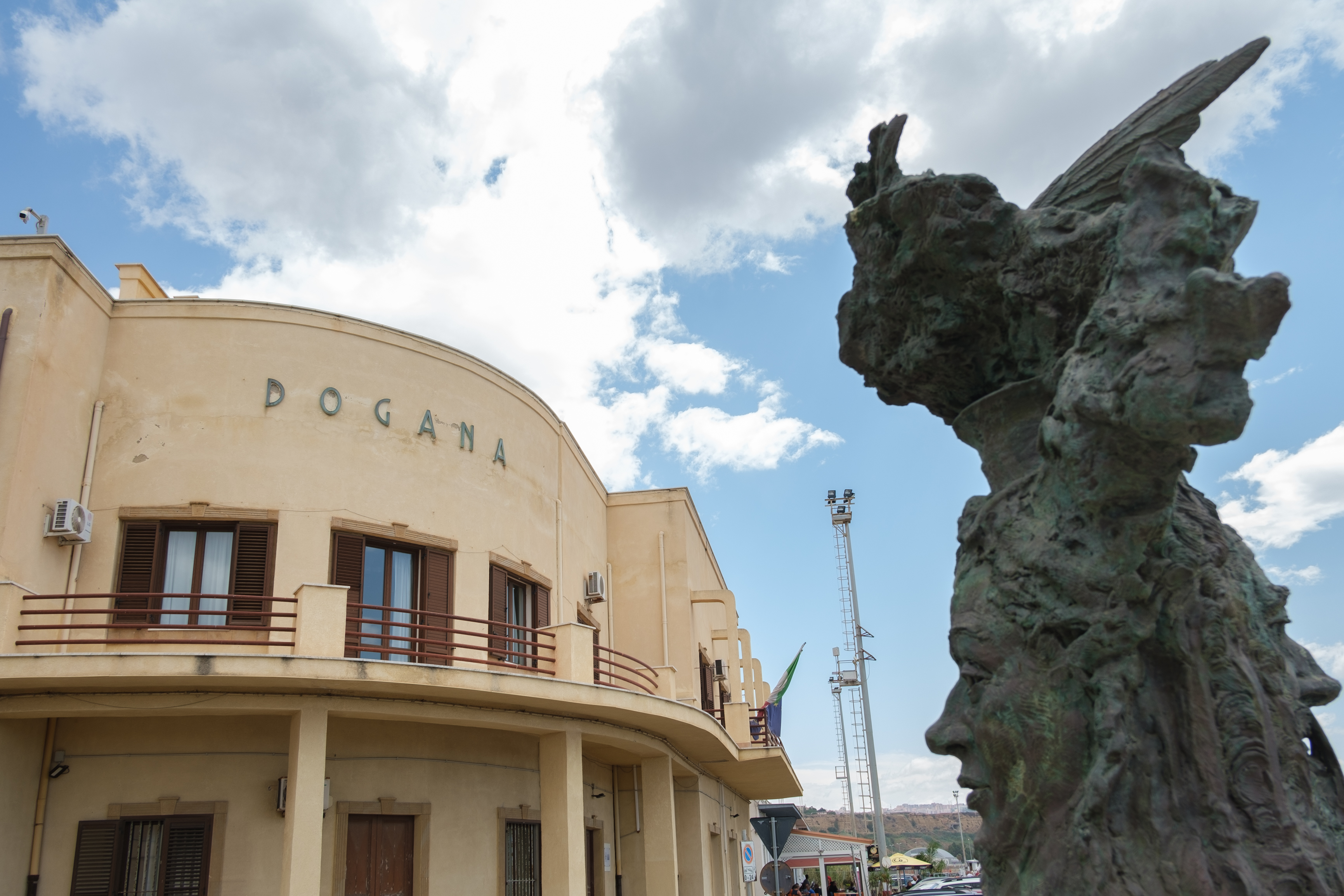
Dogana
Statua di Montalbano
Murales raffigurante Andrea Camilleri
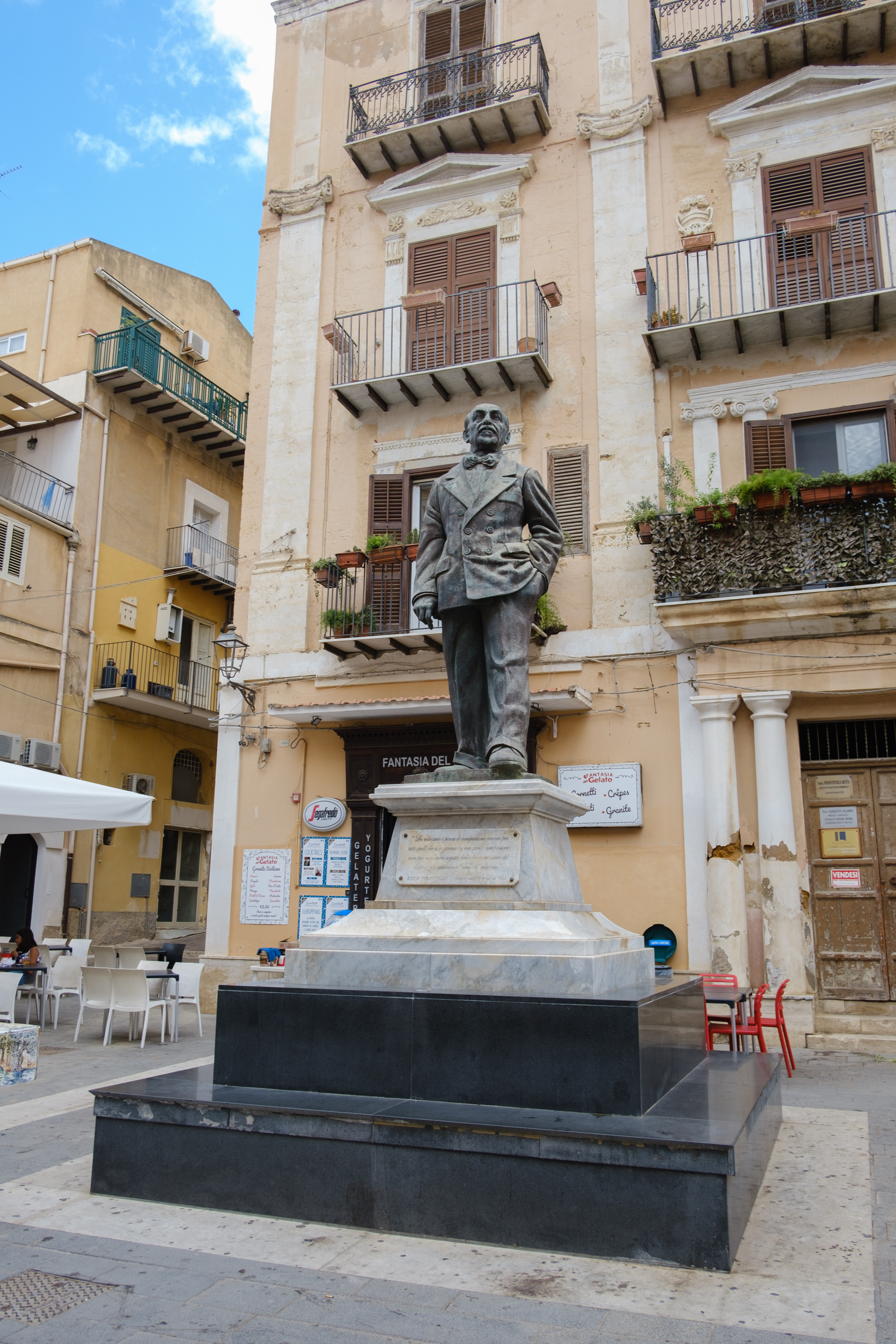
Statua a Luigi Pirandello